# Angelico Cattaneo
Angelico Cattaneo OFMCap (* 6. April 1769 in Faido; † 5. Oktober 1847 in Locarno) war ein Schweizer Kapuziner und Lokalhistoriker.

## Leben
Angelico Cattaneo wurde als Sohn von Giuseppe und dessen Ehefrau Natala Brentini geboren und auf den Vornamen Carlo Giuseppe Bonaventura getauft. Er wurde nach seinem Noviziat in Orta San Giulio Kapuzinermönch mit dem Namen Angelico, dann wurde er zum Provinzial der Kapuzinerprovinz Tessin ernannt und war Mitglied der tessinischen gemeinnützigen Gesellschaft sowie Ehrenmitglied der gleichnamigen schweizerischen Gesellschaft. Trotz des Widerstands seines Ordens widmete er sich dem Studium der lokalen Geschichte und war aufgrund seiner geschichtlichen Interessen Ehrenmitglied der Schweizerischen Gemeinnützigen Gesellschaft und stand in Kontakt mit anderen Historikern seiner Zeit: Vincenzo D’Alberti, Stefano Franscini, Johann Caspar Zellweger, Arnold Escher von der Linth u. a.
Er verwandte seinen Einfluss zu Gunsten der 1834 durch die Überschwemmung der Valle Leventina Geschädigten und erhielt für sie Unterstützungen aus den anderen Kantonen. Er war Verfasser von I Leponti ossia Memorie storiche leventinesi, ergänzt und veröffentlicht von seinem Neffen Rodolfo Cattaneo. Er war auch an der Verbesserung und Entwicklung seines Landes interessiert, mit Initiativen wie der Einführung des Anbaus in der Magadino-Ebene oder der Sparkasse und stand in Kontakt mit dem Tessiner Staatsrat.

## Schriften
Er hinterliess ein unvollendetes Werk in zwei Bänden mit dem Titel I Leponti, das aus drei Hauptteilen besteht:
- Erster Teil: Die Leponti und die Herrschaft von Mailand (erster Band)
- Zweiter Teil: Die Herrschaft Urania (Kanton Uri) und die Unterwerfung des Tals bis 1798 (erster Band)
- Dritter Teil: Die Befreiung, das Tessin und die heutige Zeit (zweiter Band)

Eines seiner Manuskripte wird im Museo di Leventina in Giornico aufbewahrt. Dank der Arbeit von Pater Angelico Cattaneo sind Chroniken und wertvolle Informationen über die Geschichte einer kleinen Region überliefert, deren Vergangenheit aufgrund ihrer besonderen geografischen Lage mit den wichtigsten Ereignissen der europäischen Vergangenheit verwoben ist. Das Wappen der Landschaft Livinen enthält auf rotem Grund ein durchgehendes silbernes Kreuz, im linken oberen Feld zudem eine silberne Schwurhand. Angelico Cattaneo meinte um 1830, die Schwurhand sei 1755 ins Wappen eingefügt worden, nachdem das Volk unter gewaltsamen Umständen den Huldigungseid hatte ablegen müssen.